# Castlevania: The Adventure ReBirth
 (février 2023).
- Si vous ne connaissez pas le sujet, laissez ce bandeau (vous pouvez alors contacter les auteurs).
- Si vous supprimez le contenu mis en cause (vous pouvez préalablement contacter les auteurs),

argumentez précisément cette suppression dans la page de discussion
(un manque de référence n'est pas un argument ; une recherche réelle de référence doit avoir été effectuée, être formellement documentée).
Castlevania: The Adventure ReBirth (litt. renaissance) est un jeu vidéo d'action et de plates-formes sorti en 2009 sur Wii, uniquement disponible sur la plate-forme de téléchargement WiiWare via la chaine boutique de la Wii. Le jeu a été développé par M2 pour Konami. Il s'agit d'un remake de Castlevania: The Adventure, sorti en 1989 sur Game Boy.

## Synopsis
L'histoire reprend la même trame que le jeu original :

100 ans après sa première défaite contre Trevor Belmont et ses alliés, le comte Dracula ressuscite et Christopher, étant de la célèbre lignée des Belmont, a le devoir d'en débarrasser l'humanité.

## Système de jeu
Le jeu est composé de 6 niveaux avec beaucoup d'ennemis et de pièges. Le joueur contrôle Christopher Belmont, un célèbre chasseur de vampires armé du Vampire Killer, le fouet du clan. Au milieu et à la fin de chaque niveau se trouve un boss.
Le déroulement de ce Castlevania se rapproche des jeux classiques de la série Castlevania, en s’inscrivant dans la continuité de Castlevania, Castlevania III: Dracula's Curse ou Super Castlevania IV. Il s'agit donc d'un jeu de plateformes en 2D, où le héros dispose d'un nombre de vies limité ; le joueur perd une vie lorsque l'énergie du héros est vidée ou à la suite d'une chute mortelle.
Chacun des 6 niveaux comporte un parcours principal, obligeant à affronter un boss de milieu de tableau, mais également un ou plusieurs parcours alternatifs, permettant éventuellement d'échapper à ce combat (niveaux 2, 3 et 4) ; ce parcours, accessible en découvrant un passage secret ou en utilisant une clé pour ouvrir les portes spéciales, peut également proposer des pièges plus difficiles ou des ennemis plus retors. Le dernier niveau est le seul à ne pas proposer de parcours alternatif.

Quel que soit le parcours emprunté, la destination finale de chaque niveau reste la même, et il faudra affronter le boss de fin pour accéder au niveau suivant.
Le héros se bat à l'aide d'un fouet, disponible dans un premier temps à la puissance minimale. En obtenant un power-up, Christopher renforce la puissance de son fouet, qui reste acquise tant que le joueur ne perd pas de vie. Un second power-up donne la faculté au héros de lancer une boule de feu avec son fouet, mais pour un temps limité matérialisé par une barre en dessous de la barre d'énergie du héros. Une fois ce temps écoulé, le fouet retrouve sa puissance précédente.

En plus du fouet, le héros dispose des armes secondaires classiques de la série, qui consomment des cœurs (équivalent dans la série Castlevania à des munitions). Ces armes sont la dague, la hache, la croix, la bombe d'eau bénite et la montre qui fige le temps.
Le jeu propose 3 niveaux de difficulté. Si le joueur perd la partie et ne souhaite pas continuer, il peut toutefois recommencer au dernier niveau traversé grâce à une astuce réalisable à l'écran-titre du jeu : en pressant la droite de la croix directionnelle du pad, on peut sélectionner un niveau déjà traversé. L'astuce permet ensuite, une fois le jeu terminé, de démarrer le jeu à partir de n'importe quel niveau.

Les autres options permettent de choisir le nombre de vies, ou de limiter le nombre des armes à celles uniquement disponibles dans Castlevania II: Belmont's Revenge (hache et eau bénite).

## Différences avecCastlevania: The Adventure
Bien que reprenant la trame et le héros de Castlevania: The Adventure, Adventure ReBirth est un remake complet qui n'a quasiment rien conservé de l'original. Le déroulement est différent, les niveaux ne sont pas les mêmes, tout comme les boss. Seulement quelques ennemis ont été conservés, comme les globes oculaires. La plupart des ennemis classiques (comme les squelettes, les têtes de Méduse ou les chauves-souris) absents de l'original, sont réintégrés.
Castlevania: The Adventure ainsi que ses suites sur Game Boy (Castlevania II: Belmont's Revenge et Castlevania Legends) se démarquaient également des volets classiques par l'absence d'escaliers et l'usage de cordes ; ces apports spécifiques ont été supprimés, et les escaliers réintégrés, ce qui modifie grandement le level design.

Le jeu original ne proposait également aucune arme secondaire, et le fouet perdait de sa puissance après chaque coup reçu par le joueur, ce qui n'est pas le cas dans Adventure ReBirth.
Adventure ReBirth ne reprend également qu'un seul thème directement issu de Castlevania: The Adventure (le démarrage de la partie). Les musiques sont toutes empruntées à d'autres volets de la série (Castlevania: The New Generation, Castlevania II: Belmont's Revenge ou encore Castlevania III: Dracula's Curse).

## Accueil
Dans une liste établie le 19 juillet 2011, IGN classe Castlevania: The Adventure ReBirth 14e meilleur jeu de la plate-forme WiiWare.